# コソボの大統領
コソボの大統領（コソボのだいとうりょう、アルバニア語: Presidenti i Republikës së Kosovës, セルビア語: Председник Pепублика Косовa / Predsednik Republike Kosova）は、コソボ共和国の元首たる大統領。

## 選出
コソボ議会によって選出される。

## 近年の動向
コソボ紛争終結後、国際連合コソボ暫定行政ミッション(UNMIK)統治下で最初に大統領を務めたのはイブラヒム・ルゴヴァであった。ルゴヴァは在任中の2006年1月21日に死去し、ネジャト・ダツィ大統領代行を経てファトミル・セイディウが後を継いだ。コソボは2008年2月に一方的に独立を宣言し、セイディウは独立後の初代大統領となった。
セイディウは2010年9月27日に大統領職を辞し、ヤクプ・クラスニチが大統領代行となった。2011年2月22日、ベフジェット・パッツォーリが大統領に選出された が、憲法裁判所によって憲法違反であるとされた。2011年4月4日、パッツォーリは大統領職を辞し、クラスニチが再び大統領代行を務め、2011年4月7日にコソボ警察の副長官で階級が少将のアティフェテ・ヤヒヤガが大統領に選出された。

## コソボの指導者一覧

### コソボ社会主義自治州
コソボ共産主義者同盟(KPK/SKK)
| 代                 | 氏名                             | 肖像画 | 就任日         | 退任日         | 所属政党                           |
| ------------------ | -------------------------------- | ------ | -------------- | -------------- | ---------------------------------- |
| 人民解放委員会議長 |                                  |        |                |                |                                    |
| 1                  | メフメド・ホッジャ               |        | 1944年1月1日   | 1945年7月11日  | コソボ共産党                       |
| 人民会議議長       |                                  |        |                |                |                                    |
| 1                  | ファディル・ホッジャ             |        | 1945年7月11日  | 1953年2月20日  | コソボ共産党→ コソボ共産主義者同盟 |
| 2                  | イスメト・サチリ                 |        | 1953年2月20日  | 1953年12月12日 | コソボ共産主義者同盟               |
| 3                  | ジョルジェ・パイコヴィッチ       |        | 1953年12月12日 | 1956年5月5日   | コソボ共産主義者同盟               |
| 4                  | パヴレ・ヨヴィチェヴィッチ       |        | 1956年5月5日   | 1960年4月4日   | コソボ共産主義者同盟               |
| 5                  | ドゥシャン・ムゴシャ             |        | 1960年4月4日   | 1963年6月18日  | コソボ共産主義者同盟               |
| 6                  | スタノイェ・アクシッチ           |        | 1963年6月18日  | 1967年6月24日  | コソボ共産主義者同盟               |
| 7                  | ファディル・ホッジャ             |        | 1967年6月24日  | 1969年5月7日   | コソボ共産主義者同盟               |
| 8                  | イラズ・クルテシ                 |        | 1969年5月7日   | 1974年5月      | コソボ共産主義者同盟               |
| 幹部会議長         |                                  |        |                |                |                                    |
| 1                  | ジャヴィド・ニマニ               |        | 1974年5月      | 1981年8月      | コソボ共産主義者同盟               |
| 2                  | アリ・シュクリ                   |        | 1981年8月      | 1982年         | コソボ共産主義者同盟               |
| 3                  | コル・シコラ                     |        | 1982年         | 1983年5月      | コソボ共産主義者同盟               |
| 4                  | シェフチェト・ネビフ・ガシ       |        | 1983年5月      | 1985年5月      | コソボ共産主義者同盟               |
| 5                  | ブラニスラヴ・スケンバレヴィッチ |        | 1985年5月      | 1986年5月      | コソボ共産主義者同盟               |
| 6                  | バイラム・セラニ                 |        | 1986年5月      | 1988年5月      | コソボ共産主義者同盟               |
| 7                  | レムジ・コルゲツィ               |        | 1988年5月      | 1989年4月5日   | コソボ共産主義者同盟               |
| 8                  | フュセン・カイドムチャイ         |        | 1989年6月27日  | 1990年4月11日  | コソボ共産主義者同盟               |

### コソボ・メトヒヤ自治州 (1990年-1999年)
1990年のユーゴスラビア憲法改正に伴い、コソボ社会主義自治州はセルビア人主導のコソボ・メトヒヤ自治州へと改編されたが、選挙が実施できない状況が続いた。コソボはコソボ紛争を経て1999年より国際連合コソボ暫定行政ミッション(UNMIK)統治下に入り、2008年には一方的な独立宣言を果たしたが、以降もセルビア人政府による知事任命は続いている。
| 代                                 | 氏名                             | 肖像画 | 就任日         | 退任日         | 所属政党 |
| ---------------------------------- | -------------------------------- | ------ | -------------- | -------------- | -------- |
| 州調停者                           |                                  |        |                |                |          |
| 1                                  | モムチロ・トライコヴィッチ       |        | 1990年4月11日  | 1991年         |          |
| プリシュティナ市長（州調停者代行） |                                  |        |                |                |          |
| 1                                  | ジヴォイン・ミトロヴィッチ       |        | 1991年         | 1992年         |          |
| 2                                  | ノヴィツァ・ソイェヴィッチ       |        | 1992年         | 1992年         |          |
| コソボ郡知事                       |                                  |        |                |                |          |
| 1                                  | ミロシュ・シモヴィッチ           |        | 1992年         | 1994年         |          |
| 2                                  | アレクサ・ヨキッチ               |        | 1994年         | 1996年         |          |
| 3                                  | ミロシュ・ネソヴィッチ           |        | 1996年         | 1998年         |          |
| 4                                  | ヴェリコ・オダロヴィッチ         |        | 1998年         | 1999年         |          |
| 5                                  | アンドレヤ・ミロサヴリェヴィッチ |        | 1999年         | 2000年         |          |
| 6                                  | ヴェリコ・オダロヴィッチ         |        | 2000年         | 2001年         |          |
| 7                                  | ヨヴィツァ・フィリポヴィッチ     |        | 2001年4月12日  | 2001年12月6日  |          |
| 8                                  | ドラガン・ヴェリッチ             |        | 2001年12月6日  | 2004年9月28日  |          |
| 9                                  | スルジャン・ヴァシッチ           |        | 2004年9月28日  | 2007年12月8日  |          |
| 10                                 | ゴラン・アルシッチ               |        | 2007年12月13日 | 2013年2月4日   |          |
| 11                                 | ブラデタ・コスチッチ             |        | 2013年2月4日   | 2014年5月30日  |          |
| 12                                 | スルジャン・ペトコヴィッチ       |        | 2014年5月30日  | 2021年11月18日 |          |
| 13                                 | スルジャン・ポポヴィッチ         |        | 2021年11月18日 | （現職）       |          |

### コソボ共和国 (1990年-2000年)
コソボ共和国はセルビア人が主導するコソボ・メトヒヤ自治州に対し、アルバニア人が独自の統治を試みたものである。国際的な承認は得られていない。コソボ共和国は2000年2月1日をもって解体した。
      コソボ民主連盟(LDK)
| 代     | 氏名                 | 肖像画 | 就任日        | 退任日       | 所属政党       |
| ------ | -------------------- | ------ | ------------- | ------------ | -------------- |
| 大統領 |                      |        |               |              |                |
| 1      | イブラヒム・ルゴヴァ |        | 1992年5月25日 | 2000年2月1日 | コソボ民主連盟 |

イブラヒム・ルゴヴァは1999年5月5日から7月30日までイタリアに逃れた。

### 国際連合コソボ暫定行政ミッション
コソボ民主連盟(LDK)
| 代     | 氏名                            | 肖像画 | 就任日        | 退任日                         | 所属政党       |
| ------ | ------------------------------- | ------ | ------------- | ------------------------------ | -------------- |
| 大統領 |                                 |        |               |                                |                |
| 1      | イブラヒム・ルゴヴァ            |        | 2002年3月4日  | 2006年1月21日 （在任中に死去） | コソボ民主連盟 |
| —      | ネジャト・ダツィ （大統領代行） |        | 2006年1月21日 | 2006年2月10日                  | コソボ民主連盟 |
| 2      | ファトミル・セイディウ          |        | 2006年2月10日 | 2008年2月17日                  | コソボ民主連盟 |

### コソボ共和国(2008-現在)
コソボ民主連盟(LDK)
      コソボ民主党(PDK)
      新コソボ同盟 (AKR)
      無所属
| 代   | 大統領                                     | 大統領 | 所属政党                    | 在任期間                      | 在任期間    | 備考                          |
| ---- | ------------------------------------------ | ------ | --------------------------- | ----------------------------- | ----------- | ----------------------------- |
| 0(2) | ファトミル・セイディウ Fatmir Sejdiu       |        | コソボ民主連盟 （LDK）      | 2008年2月17日 - 2010年9月27日 | 2年 + 222日 |                               |
| 0－  | ヤクプ・クラスニチ Jakup Krasniqi          |        | コソボ民主党 （PDK）        | 2010年9月27日 - 2011年2月22日 | 148日       | 大統領代行 （コソボ議会議長） |
| 003  | ベフジェット・パッツォーリ Behgjet Pacolli |        | 新コソボ同盟 （AKR）        | 2011年2月22日 - 2011年4月4日  | 41日        | 任期満了前に失職              |
| 0－  | ヤクプ・クラスニチ Jakup Krasniqi          |        | コソボ民主党 （PDK）        | 2011年4月4日 - 2011年4月7日   | 3日         | 大統領代行 （コソボ議会議長） |
| 004  | アティフェテ・ヤヒヤガ Atifete Jahjaga     |        | 無所属                      | 2011年4月7日 - 2016年4月7日   | 5年 + 0日   |                               |
| 005  | ハシム・サチ Hashim Thaçi                  |        | コソボ民主党 （PDK）        | 2016年4月7日 - 2020年11月5日  | 4年 + 212日 | 任期満了前に辞任              |
| 0－  | ヴィヨサ・オスマニ Vjosa Osmani            |        | グクオ （GUXO）             | 2020年11月5日 - 2021年3月22日 | 137日       | 大統領代行 （コソボ議会議長） |
| 0—   | グラウク・コニュフツァ Glauk Konjufca      |        | ヴェテヴェンドシェ! （LVV） | 2021年3月22日 - 2021年4月4日  | 13日        | 大統領代行 （コソボ議会議長） |
| 006  | ヴィヨサ・オスマニ Vjosa Osmani            |        | グクオ （GUXO）             | 2021年4月4日 - （現職）       | 3年 + 343日 |                               |